# سلسلة الحالات المتتابعة الخاضعة للرقابة
سلسلة الحالات المتتابعة الخاضعة للرقابة (CCCS) (بالإنجليزية: Consecutive controlled case series) هي دراسة سريرية تتضمن تجميع حالات متعددة تمت مواجهتها على التوالي حيث تم استخدام تصميم تجريبي لحالة واحدة يتم التحكم فيها تجريبيًا مع كل حالة. يختلف تصميم سلسلة الحالات المتتابعة الخاضعة للرقابة عن سلسلة الحالات المتتالية، لأن الأخيرة تقدم تقارير عن حالات متعددة لم يتم فيها إثبات التحكم التجريبي، عادةً بسبب استخدام تصميم غير تجريبي قبل وبعد. في المقابل، يتضمن سلسلة الحالات المتتابعة الخاضعة للرقابة فقط الحالات التي تم فيها تقييم التدخل باستخدام تصميمات تجريبية لحالة واحدة، مثل التصميم العكسي، حيث يتم إظهار التحكم التجريبي من خلال تكرار تأثيرات العلاج لكل مشارك على حدة. وبالتالي، فإن تصميم سلسلة الحالات المتتابعة الخاضعة للرقابة تتمتع بصلاحية داخلية أفضل من سلسلة الحالات المتتالية. يعالج تصميم سلسلة الحالات المتتابعة الخاضعة للرقابة أيضًا بعض المخاوف بشأن الصلاحية الخارجية أو عمومية نتائج دراسات التصميم التجريبي الصغيرة ذات الحالة الفردية لأنه يتضمن بشكل صريح جميع الحالات التي تمت مواجهتها، بغض النظر عن النتيجة. من خلال تضمين جميع الحالات، يتم التحكم في أي تحيز لصالح نتيجة معينة، مما يؤدي إلى صلاحية خارجية أقوى مقارنة بالدراسات التي تصف عددًا أقل من الحالات التي لم تتم مواجهتها على التوالي. علاوة على ذلك، عندما يتم تضمين عدد كبير من الأفراد في السلسلة، فإن هذا يوفر فرصًا لتحديد المتغيرات التي قد تتنبأ بنتائج العلاج. لقد قامت دراسات سلسلة الحالات المتتالية الخاضعة للرقابة والتي تدرس التدخلات التحليلية للسلوك في الآونة الأخيرة بفحص التدريب على التواصل الوظيفي، جدولة التخفيف أثناء التدريب على التواصل الوظيفي، والتحليل الوظيفي والعلاج باستخدام مقدمي الرعاية.
كما هو الحال مع أي تصميم تجريبي، فإن تصميم سلسلة الحالات المتتابعة الخاضعة للرقابة له قيود. عندما يتم سحب العينة في السلسلة من عيادة معينة، هناك احتمال أن هذه العينة قد لا تمثل المجتمع الأوسع بسبب تحيز الإحالة. أحد القيود الإضافية للإبلاغ عن سلسلة من الحالات التي تتلقى العلاج السريري (على عكس المشاركين المسجلين في بروتوكول بحث رسمي) هو أنه تميل إلى أن تكون هناك اختلافات في كيفية تطبيق العلاج بين المشاركين. وهذا هو الحال بشكل خاص مع التدخلات السلوكية التي يتم تخصيصها بشكل فردي، ويتم تقييمها وتعديلها بشكل مستمر بناءً على استجابة الفرد. قد يتضمن الحل الوسط المثالي استخدام خوارزميات العلاج لتنظيم كيفية تسلسل مكونات العلاج مع الحفاظ على النهج الموجه للاستجابة والذي يعد السمة المميزة للممارسة السريرية الجيدة في السلوك التطبيقي.